# 7ORDER萩谷慧悟のNACK7
『7ORDER萩谷慧悟のNACK7』（セブンオーダーはぎやけいごのナックセブン）はNACK5で2020年12月1日から2024年3月30日まで放送されていたラジオ番組。

## 概要
当初は7ORDERの初冠ラジオ番組『7ORDERのNACK7』として毎週火曜深夜 (水曜未明) 25:40 - 26:00に『ラジオのアナ～ラジアナ』の内包番組として放送されており、メインMCの萩谷慧悟のほか、2～4週交替で7ORDERのメンバーがひとりずつ出演していた。2021年7月6日放送分からは『7ORDER萩谷慧悟のNACK7』に改題されたことにより、萩谷にとっても初の冠ラジオ番組となった。
2022年1月5日からは単独の30分番組として独立し、水曜深夜 (木曜未明) 24:00 - 24:30に放送。同年10月からは『J-POP TALKIN'』との枠交換で土曜23:30 - 24:00に移動した。なお、独立後は基本的に萩谷が単独で番組を進行している。
2024年3月3日の番組X（旧Twitter）アカウントの投稿で番組の終了が発表され、同月30日で終了した。

## 放送局・放送時間
| 放送対象地域 | 放送局名 | 放送期間       | 放送時間 | ネット状況 | 備考                                     |
| ------------ | -------- | -------------- | --- | ---------- | ---------------------------------------- |
| 埼玉県       | NACK5    | 2020年12月1日- | 火曜25:40 - 26:00（2020年12月1日～2021年12月28日まで） 水曜24:00 - 24:30（2022年1月5日～9月28日まで） 土曜23:30 - 24:00（2022年10月1日から放送終了まで） | 製作局     | 関東一都六県ではradikoにて無料聴取可能。 |

## パーソナリティ
- 萩谷慧悟 (7ORDER)

## ゲスト
20分番組時代に週替わりで出演していた7ORDERメンバーについては後述。
- 山本浩司 (タイムマシーン3号、2021年9月7日・9月14日)
- だいすけ (『ラジオのアナ～ラジアナ』火曜パーソナリティ、2021年10月12日)
- 長妻怜央 (7ORDER、2022年11月19日[5])
- 瀬戸利樹 (2023年5月27日・6月3日[6])

## 20分番組時代の放送リスト
| 放送日 | 放送日   | 出演メンバー | 備考                                                     |
| ------ | -------- | ------------ | -------------------------------------------------------- |
| 2020年 | 12月1日  | 安井謙太郎   |                                                          |
| 2020年 | 12月8日  | 安井謙太郎   |                                                          |
| 2020年 | 12月15日 | 真田佑馬     |                                                          |
| 2020年 | 12月22日 | 真田佑馬     |                                                          |
| 2020年 | 12月29日 | 諸星翔希     |                                                          |
| 2021年 | 1月5日   | 諸星翔希     |                                                          |
| 2021年 | 1月12日  | 長妻怜央     |                                                          |
| 2021年 | 1月19日  | 長妻怜央     |                                                          |
| 2021年 | 1月26日  | 森田美勇人   |                                                          |
| 2021年 | 2月2日   | 森田美勇人   |                                                          |
| 2021年 | 2月9日   | 阿部顕嵐     |                                                          |
| 2021年 | 2月16日  | 阿部顕嵐     |                                                          |
| 2021年 | 2月23日  | 安井謙太郎   |                                                          |
| 2021年 | 3月2日   | 安井謙太郎   |                                                          |
| 2021年 | 3月9日   | 森田美勇人   |                                                          |
| 2021年 | 3月16日  | 森田美勇人   |                                                          |
| 2021年 | 3月23日  | 長妻怜央     |                                                          |
| 2021年 | 3月30日  | 長妻怜央     |                                                          |
| 2021年 | 4月6日   | なし         | 萩谷が単独で番組を進行。                                 |
| 2021年 | 4月13日  | 諸星翔希     |                                                          |
| 2021年 | 4月20日  | 諸星翔希     |                                                          |
| 2021年 | 4月27日  | 諸星翔希     |                                                          |
| 2021年 | 5月4日   | 真田佑馬     |                                                          |
| 2021年 | 5月11日  | 真田佑馬     |                                                          |
| 2021年 | 5月18日  | 長妻怜央     |                                                          |
| 2021年 | 5月25日  | 長妻怜央     |                                                          |
| 2021年 | 6月1日   | 阿部顕嵐     |                                                          |
| 2021年 | 6月8日   | 阿部顕嵐     |                                                          |
| 2021年 | 6月15日  | 安井謙太郎   |                                                          |
| 2021年 | 6月22日  | 安井謙太郎   |                                                          |
| 2021年 | 6月29日  | 諸星翔希     |                                                          |
| 2021年 | 7月6日   | 諸星翔希     |                                                          |
| 2021年 | 7月13日  | 森田美勇人   |                                                          |
| 2021年 | 7月20日  | 森田美勇人   |                                                          |
| 2021年 | 7月27日  | 森田美勇人   |                                                          |
| 2021年 | 8月3日   | 森田美勇人   |                                                          |
| 2021年 | 8月10日  | 真田佑馬     |                                                          |
| 2021年 | 8月17日  | 真田佑馬     |                                                          |
| 2021年 | 8月24日  | 長妻怜央     |                                                          |
| 2021年 | 8月31日  | 長妻怜央     |                                                          |
| 2021年 | 9月7日   | なし         | 山本浩司 (タイムマシーン3号) をゲストに迎えた。          |
| 2021年 | 9月14日  | なし         | 山本浩司 (タイムマシーン3号) をゲストに迎えた。          |
| 2021年 | 9月21日  | 森田美勇人   |                                                          |
| 2021年 | 9月28日  | 森田美勇人   |                                                          |
| 2021年 | 10月5日  | なし         | 萩谷が単独で番組を進行                                   |
| 2021年 | 10月12日 | なし         | だいすけ (『ラジアナ』パーソナリティ) をゲストに迎えた。 |
| 2021年 | 10月19日 | 長妻怜央     |                                                          |
| 2021年 | 10月26日 | 長妻怜央     |                                                          |
| 2021年 | 11月2日  | 安井謙太郎   |                                                          |
| 2021年 | 11月9日  | 安井謙太郎   |                                                          |
| 2021年 | 11月16日 | 真田佑馬     |                                                          |
| 2021年 | 11月23日 | 真田佑馬     |                                                          |
| 2021年 | 11月30日 | なし         | 萩谷が単独で番組を進行                                   |
| 2021年 | 12月7日  | なし         | 萩谷が単独で番組を進行                                   |
| 2021年 | 12月14日 | 阿部顕嵐     |                                                          |
| 2021年 | 12月21日 | 阿部顕嵐     |                                                          |
| 2021年 | 12月28日 | なし         | 萩谷が単独で番組を進行                                   |